# 2057
Rok 2057 (MMLVII) gregoriánského kalendáře začne v pondělí 1. ledna a skončí v pondělí 31. prosince.

## Fikce
- V roce 2057 se odehrává film Rudá planeta
- V roce 2057 se odehrává opera Repo! The Genetic Opera